# Pagodulina klemmi
Pagodulina klemmi is een slakkensoort uit de familie van de Orculidae. De wetenschappelijke naam van de soort is voor het eerst geldig gepubliceerd in 1978 door E. Gittenberger & Subai.